# Павле Васиљевић
Павле Васиљевић (Крагујевац, 25. април 2008) српски је певач и победник такмичења IDJ Show.

## Биографија
Почиње да пева са три године. Пре основне школе, кренуо је у школу технике певања Данијела Павловића под називом VIVO. Већ са шест година, године 2014. појављује се на јавној сцени, у првој сезони такмичења Пинкове звездице, на својој аудицији пева песму Има један свијет Зорице Конџе. За такмичење га је пријавила бака Рада. Побрао је симпатије публике и жирија због свог талента, те снимци његових наступа често постају вирални. Долази до финала и до топ 4 такмичара по гласовима публике. Од Пинк продукције је добио микрофон на поклон.  По тој сезони такмичења остаје упамћен као Мали Павле.
Године 2017. појавио се на концерту Саше Ковачевића у Крагујевцу и заједно су отпевали Даире групе Смак.  Потом учествује 2018. године у такмичењу Пинкове звездице: All Stars. Поред основне школе „Вук Стефановић Караџић", превремено креће и у музичку школу, одсек клавир. По трећи пут наступа у Пинковим звездицама 2023. године.
Павле је играо фолклор, певао и свирао у ансамблу "Смиље". Отпевао је Божићну песму Анђели певају на концерту у дворани Културног центра Нови Пазар као специјални гост у духу акције Обновимо себе - Подигнимо Ступове.
Уписао је клавирски одсек средње музичке школе „др Милоје Милојевић” Крагујевац. Године 2024. као шеснаестогодишњак и средњошколац учествује у такмичењу IDJ Show, улази у топ 12 такмичара и побеђује и осваја IDJ Coin, који вреди преко 100.000 евра које може да уложи у своју будућу каријеру. Ментор му је био Дарко Димитров, који му је, заједно са Саром Милутиновић, урадио прву песму под називом Не буди зла.

## Дискографија

### Синглови
- Не буди зла (2024)

#### Обраде
- All of me (2022)
- Она није ја са Ђаном (2024)
- Тајна веза x Срећо не криви ме x Тајна веза x Лош сам ти ја x Хладно лето (2024)
- Полско цвеке (2024)
- Ко броји моје ране (2024)
- Мора да је љубав са Бојаном Срдановић (2024)